# Opstand in Tibet (1959)
De Opstand in Tibet begon op 10 maart 1959 in de Tibetaanse hoofdstad Lhasa. Het was een krachtige opstand van iets minder dan twee weken, gericht tegen de Chinese overheersing en communistische hervormingen in Tibet. 
Tijdens deze opstand lieten duizenden Tibetanen het leven. De opstand had tot gevolg dat de 23-jarige leider, de veertiende dalai lama Tenzin Gyatso, op 17 maart 1959 de grens over vluchtte naar India.
Voorafgaand, in 1950-1951, had de invasie van Tibet plaatsgevonden waardoor het sindsdien viel onder het bewind van de Volksrepubliek China. Na de opstand, en in het bijzonder de vlucht van de dalai lama naar het buitenland, verloor Tibet zijn traditionele leider en werd het in ideologische zin omgevormd van een boeddhistische theocratie naar een maoïstisch communistisch regime. Dit leidde tot verzet onder de bevolking en rond 1957 waren in oostelijke Tibetaanse gebieden gewapende campagnes van Tibetaanse opstandelingen tegen het Chinese leger begonnen. Hier, in de streken Kham en Amdo, waren de communistische hervormingen inmiddels in volle gang. De guerrilla-acties breidden zich later uit over Centraal-Tibet, maar een maand na het begin van de opstand was hij in hevigheid afgenomen; hij doofde geheel uit toen de CIA in 1972 de levering van wapens en het trainen van rebellen stopzette.
Deze opstand wordt jaarlijks door veel Tibetaanse onafhankelijkheidsgroepen 10 maart herdacht als de Dag van de Tibetaanse Opstand. De datum wordt op verschillende plaatsen ter wereld aangegrepen voor protestacties en bij de opstanden van 1987 tot 1993 en die van 2008 vielen er in Tibet zelf tientallen doden. Het Nationaal Volkscongres (het parlement van de Volksrepubliek China) stelde in 2009 als tegenhanger een soortgelijke dag in, de Dag van de Tibetaanse Slavenemancipatie.

## Aanloop

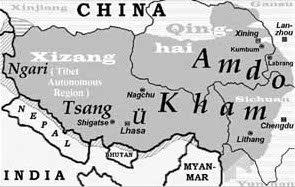
Centraal-Tibet (Ngari, U en Tsang), Amdo en Kham.

Tibet, in 1950 voornamelijk nog Centraal-Tibet, had zich in de eerste helft van de 20e eeuw onafhankelijk gevoeld. De situatie veranderde echter toen het Chinese Volksbevrijdingsleger van 1950 tot 1951 de macht over alle Tibetaanse gebieden volledig had overgenomen. De oostelijke regio's Amdo en Kham waren slechts ten dele bestuurd geweest vanuit Lhasa; voor een deel was dat ook slechts symbolisch het geval geweest. Deze regio's hadden in de voorafgaande decennia daarmee een politieke lappendeken gevormd; ook etnisch waren ze divers. Lhasa bestuurde delen feitelijk en voor een deel slechts in theorie. In 1950 maakten deze oostelijke gebieden inmiddels deel uit van de nieuw gevormde communistische Volksrepubliek China.

### Communistische hervormingen
In de Amdo en Kham waren de Chinese autoriteiten al in een vroeg stadium, sinds 1953, begonnen met communistische hervormingen. In Centraal-Tibet bevonden zich rond 10.000 militairen. Ook die aanwezigheid was voor de bevolking voelbaar, en uitte zich in inflatie en voedseltekorten.
Verder had de bevolking van Amdo en Kham haar traditionele stamhoofden verloren; de leiding werd hun ontnomen en zij werden vervangen door communistische bestuurders. Dit ging gepaard met veel propagandaretoriek, waarbij de hoofden werden uitgemaakt voor bijvoorbeeld corrupte volksvijanden.
De grote toename van betaalmiddelen leidde tussen 1950 en 1959 tot een hoge inflatie, die gemiddeld rond de 300 procent op jaarbasis bedroeg. Tibetaans geld bleef in omloop tot 1959 en Chinees geld werd in die tijd nog niet als betaalmiddel geaccepteerd. Het proviand voor de militairen werd lokaal ingekocht en de betaling geschiedde in dayens (zilveren daalders), die in groten getale werden ingevoerd. Ook Tibetaanse arbeiders werden met deze dayens betaald, en hun loon was vaak zeer hoog. Zo kostte een Tibetaanse maateenheid aan gerst in 1950 rond de 12 srang, en was dat bedrag in 1959 gestegen tot 350 srang. Vergelijkbare prijsstijgingen golden voor ander voedsel en andere goederen. Al met al had de overname van het bestuur van Tibet grote voedseltekorten tot gevolg.

### Verzetsstrijd van de Khampa's
De introductie van het communisme ging gepaard met intimidatie en bracht steeds meer verzet teweeg. In de oostelijke Tibetaanse gebieden kwamen Khampa-strijders in steeds grotere aantallen tegen de hervormingen in opstand. De Khampa's voerden de naam Chushi Gangdruk, wat vier rivieren, zes bergketens betekent.
De communisten streden met propagandaslogans als religie is opium van het volk en religie is bijgeloof; de monniken werden gele rovers genoemd of rode dieven, waarmee op de kleur van hun habijt werd geduid. De bezetters bouwden militaire bases in het zicht en op gehoorafstand van de Tibetaanse kloosters. Verzet beantwoordde het Chinese leger met vergeldingsacties tegen kloosters en dorpen. Zo werd het klooster Thupten Jampaling bij Litang in 1956 na een belegering van een maand door een vliegtuig platgebombardeerd; als eerste van meerdere kloosters die daarna volgden.
Steeds meer Tibetanen sloten zich aan bij de vrijheidsstrijders. Onder hen bevonden zich ook aanhangers van de tiende pänchen lama, die traditioneel meer op China georiënteerd waren dan de volgelingen van de dalai lama. Er werden in heel Tibet anti-Chinese campagnes gevoerd. In 1957 begonnen de Verenigde Staten met de logistieke en militaire ondersteuning van de rebellen; toen werd de National Volunteer Defense Army (NVDA) gevormd De Chinese militairen deelden op hun beurt wapens uit aan Chinese civiele functionarissen. In 1958 hadden de verzetsgroepen de controle gekregen over bijna alle afgelegen regio's en zowel de Chinese autoriteiten als de regering van Tibet raakte de greep op de regio steeds meer kwijt.
Om het verzet van de Khampa's te breken, werden er steeds meer Chinese troepen ingezet in Amdo en Kham. Ze zetten massale tegenaanvallen in, de Khampa's sloegen op de vlucht en begin 1959 hadden de meesten de wijk genomen naar de bergen of naar Centraal-Tibet. Voor Lhasa had dit tot gevolg dat de druk op de voedselvoorraden nog toenam.

### Oprichting Tibetaanse Autonome Regio
Parallel werd in 1956 het Voorbereidingscomité van de Tibetaanse Autonome Regio (TAR) opgericht. De dalai lama ging geen confrontatie aan met de Chinese militairen en werkte net als de Tibetaanse regering mee aan de voorbereidingsactiviteiten als voorzitter. De oprichting van de TAR leidde tot machtsverlies voor de geestelijkheid. In de boeddhistische gemeenschap van Tibet werd dit echter beleefd als een neergang van de boeddhistische leer. Voor gelovige Tibetanen werden Chinezen hierdoor niet alleen politieke vijanden, maar ook vijanden van het boeddhisme. Volgens Thubten Jigme Norbu, een geacht tulku en de broer van de veertiende dalai lama, werd de verzetstrijdersbeweging van de Khampa's daarom in eerste instantie ook het Vrijwilligersleger ter Verdediging van het Boeddhisme genoemd.

### Verdeelde regering
Hofmaarschalk Thubten Woyden Phala vertelde dat er in deze jaren 50 een grote mate aan wantrouwen bestond tussen de regeringsfunctionarissen onderling. De regering was verdeeld terwijl er een sfeer hing waarin ieder bang was zijn mening uit te spreken. De Kashag en enkele hoge functionarissen bepleitten behoedzaamheid, een politieke keuze waarin veel van de jongere functionarissen zich niet vertegenwoordigd voelden. Tsepon Wangchug Deden Shakabpa schreef in 1967 dat de Chinese autoriteiten de dalai lama te verstaan hadden gegeven hun beleid te volgen, indien hij niet hetzelfde lot wilde als de lama van Gunthang en Shar Kalden Gyatso; zij waren twee bekende lama's uit Amdo die gevangen waren gezet, omdat ze herhaaldelijk oppositie hadden gevoerd tegen de Chinese overheid.
Dit leidde tot een passieve houding, die onder meer duidelijk werd toen in 1958 een belangrijk rebellenleider in het oosten van Tibet – Gönpo Tashi Andrugtsang – Phala tevergeefs benaderde voor hulp. Phala deelde hem mee dat rebellie nutteloos zou zijn. Hij vertelde hem dat de helft van het Tibetaanse kabinet de voorkeur had om samen te werken met de Chinezen. Ook vond Phala dat de dalai lama geen morele steun kon schenken aan een beweging die zich toelegde op geweld. Er zijn echter ook CIA-bronnen die spreken van een intensief contact tussen Tashi en Phala, waarin ze samen strategieën afstemden. De Tibetaanse regering wilde daarbij de Khampa-strijd niet steunen, uit angst dat dit zijn weerslag zou hebben in de vorm van zware maatregelen voor Centraal-Tibet.
Terwijl er bij delen van de Tibetaanse bevolking sprake was van een toenemend anti-Chinees sentiment, bleef een groot aantal Tibetaanse functionarissen trouw de vergaderingen van het Voorbereidingscomité van de TAR bijwonen en gretig studies volgen die werden georganiseerd door de Communistische Partij van China.

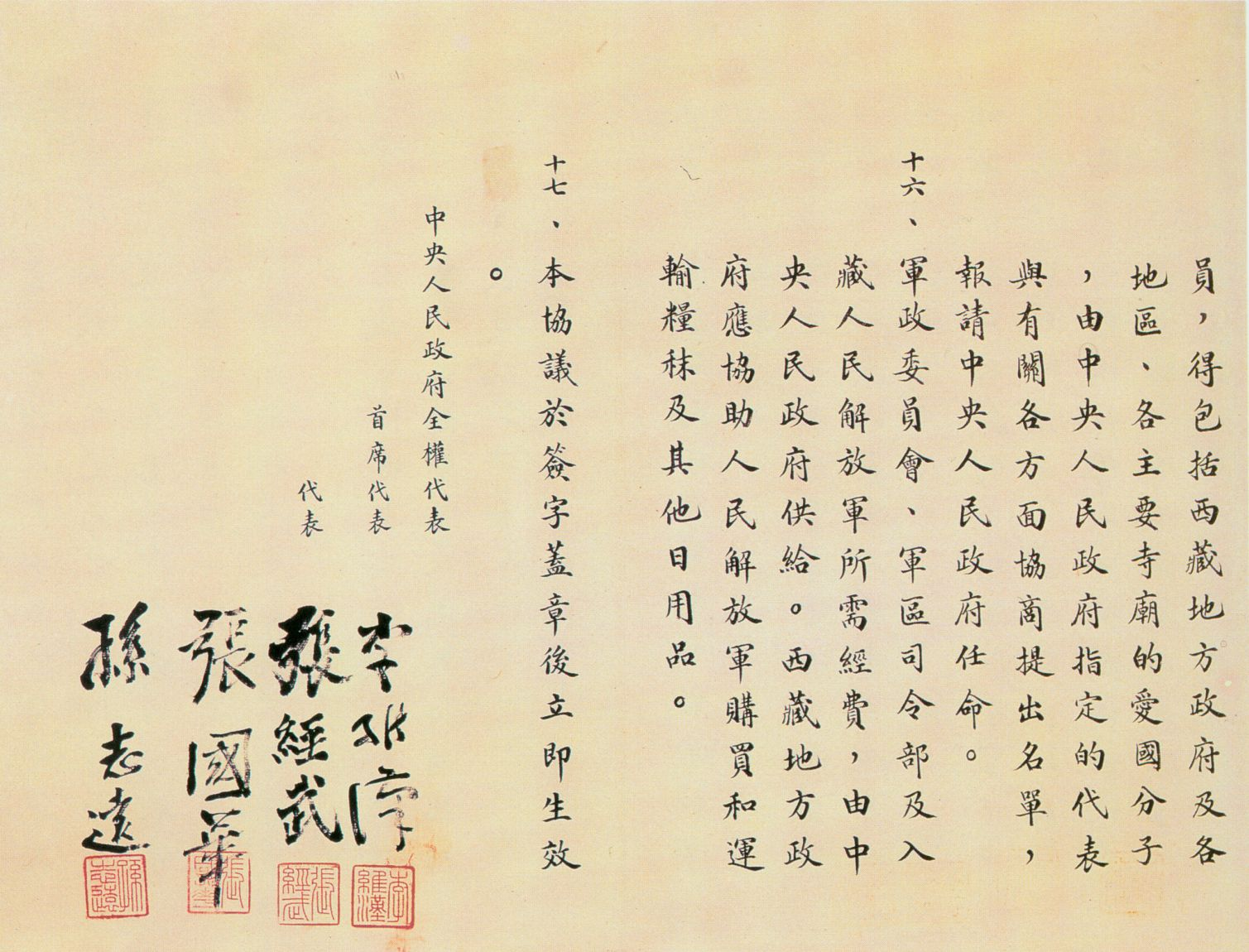
Het 17 puntenakkoord (Chinees).

### Ministers die loyaal waren aan Peking
Bij Tibetanen die een aversie hadden tegen de communistische hervormingen, ontstond er in toenemende mate haat tegen politici die meewerkten aan de hervormingen van Tibet naar maoïstisch model.
Het meest sprekende voorbeeld onder hen was minister Ngabo Ngawang Jigme; ten tijde van de invasie van Tibet was hij naar Chamdo gereisd, de hoofdstad van Kham. Ngabo was in deze tijd de gouverneur van Chamdo, dat aan de oostgrens van Centraal-Tibet lag en grensde aan Amdo en Kham. Hier had hij gepleit voor samenwerking met de communisten. Meteen erna, toen de Chinese troepen Chamdo naderden, liet hij het wapendepot opblazen. Hiermee voorkwam hij dat de Khampa-strijders de wapens alsnog tegen het Chinese leger konden opnemen. Meteen daarna vluchtte hij en kon het Chinese leger de stad zonder veel tegenstand innemen. Zeven maanden later bevond de veertiende dalai lama zich in het klooster Dungkhar dicht bij de grens van Sikkim. Hij was voor de eerste maal gevlucht voor het Chinese leger. In deze tijd was het opnieuw Ngabo die in verband kwam te staan met verlies van Tibetaanse soevereiniteit, ditmaal door als hoofd van de delegatie in Peking het 17 puntenakkoord in Peking mede te ondertekenen. Het akkoord werd overigens later, na een hevig verdeeld beraad in de Tibetaanse regering, geratificeerd door de dalai lama. Vanwege onder meer deze voorvallen en omdat hij later onder Chinees bestuur voorzitter van het parlement en van het volkscongres van de Tibetaanse Autonome Regio zou worden, staat hij bij Khampa's en veel andere Tibetanen ook bekend als de verrader van Tibet.
Niet alleen Ngabo was gehaat bij de Khampa's en delen van de Tibetaanse bevolking, ook andere ministers zoals Samdrup Phodrang (ook wel Shambo, Shampho) werden beschuldigd van een te pro-Chinese houding. Phodrang had eerder eveneens het 17 puntenakkoord getekend. Daarnaast droeg hij als hooggeplaatst lid van de Militaire Commissie in Tibet een uniform van het Chinese Volksbevrijdingsleger. Verder waren ministers gehaat die meewerkten aan de vorming van de Tibetaanse Autonome Regio als politiek onderdeel van de enkele jaren ervoor gevormde Volksrepubliek China. Een voorbeeld hiervan was de lama en minister Pagbala Sönam Gyatso (ook Phagpa genoemd) die ook geregeld een Chinees uniform droeg.

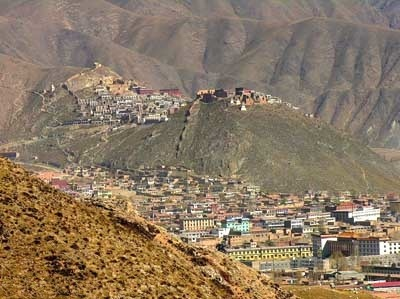
Panorama van Jyekundo (2005).

### Toevluchtsoord Lhasa
Begin 1959 stroomde de hoofdstad Lhasa vol met gefrustreerde burgers en guerrillastrijders uit Kham en Amdo die zich tot zes jaar lang in een wanhopige strijd tegen het communistische leger hadden verzet. Hofmaarschalk Phala verklaarde later dat er op z'n minst sprake was van een ongemakkelijke relatie tussen Lhasa en de Khampa's. Hij speculeerde dat wanneer de opstand in Lhasa niet was uitgebroken, het met grote waarschijnlijkheid was gekomen tot een burgeroorlog tussen beide.
Hoe verschillend de Khampa's in het conflict zaten, die al meerdere jaren te lijden hadden gehad onder de communistische hervormingen, in vergelijking tot de dalai lama die probeerde een escalatie tot het uiterste te voorkomen, bleek door een bezoek van Chime Yudong aan Lhasa.
Hij was de tulku van Jyekundo in Kham en had zich een weg door Nangchen gebaand waarbij zijn escorte van rond duizend Khampa's vanuit de lucht en uit hinderlagen was beschoten. Meer dan de helft van zijn escorte kwam onderweg naar Lhasa om het leven.
Op 16 februari kreeg hij audiëntie bij de dalai lama. Hij vertelde over de grote ontberingen waar Tibetanen in de oostelijke gebieden onder leden. Ook smeekte hij de dalai lama om eindelijk troepen te sturen ter ondersteuning van de strijd tegen de communisten. De dalai lama antwoordde dat hij niets voor hen kon doen en dat de Khampa's het 17 puntenakkoord moesten respecteren. Door het uitblijven van de steun voelden veel Khampa's zich in de steek gelaten.

## Uitnodiging aan de dalai lama
Begin maart 1959 legde de dalai lama de laatste hand aan zijn academische studie, waarmee hij de geshetitel zou verwerven in metafysica. Het laatste examen was nabij, en hij zou het afleggen op het Grote Gebedsfestival, het Mönlam. In april van hetzelfde jaar zou in Peking het Nationale Volkscongres plaatsvinden. Een en ander gaf op verschillende gronden aanleiding tot onrust.
Enerzijds deden geruchten de ronde dat de dalai lama opnieuw een uitnodiging zou krijgen om Peking te bezoeken; zijn studie naderde immers haar voltooiing, en het Volkscongres vormde een goede aanleiding tot zo'n uitnodiging. Maar als de dalai lama eenmaal in China was, zou hij dan vrijelijk naar Lhasa kunnen terugkeren? Tibetaanse functionarissen waren bang dat hem dit zou worden belet, en dat Peking hem zou gebruiken om de strijd met de Khampa's te beslechten. Toen de uitnodiging inderdaad kwam, bleek ze de lont in het kruitvat te zijn waardoor in Lhasa de opstand uitbrak.
Anderzijds gaf ook het Grote Gebedsfestival zelf al volop aanleiding tot hectiek. Tibetaanse functionarissen moesten de verschillende ceremonies voorbereiden die ermee gepaard gingen. Ze deden dit echter in de wetenschap dat de landelijke onrusten gemakkelijk konden overslaan naar Lhasa en dat dit tot gevaarlijke situaties zou leiden. Daarbij kwam nog dat de Chinese autoriteiten de onrust konden gebruiken om in te grijpen; hun rechtvaardiging zou zijn dat zij bij uitstek capabel waren om de dalai lama te beschermen.
Op 3 maart consulteerden de functionarissen Lobsang Jigme, het Tibetaans staatsorakel. Onder hen bevond zich Barshi die later een wezenlijke rol innam in het optrommelen van de mensenmassa voor de opstand. Het orakel waarschuwde dat de dalai lama zich beter niet naar buiten kon wagen.
Tijdens de laatste dagen van zijn studie nodigden twee jonge Chinese officieren de dalai lama uit een theatervoorstelling bij te wonen; er zou een dansgroep optreden. Hij ging niet op het verzoek in, maar toen zijn studie eenmaal was afgerond en hij op 5 maart terugkeerde uit de nabij Lhasa gelegen kloosters, ontving hij opnieuw een uitnodiging voor de voorstelling. Ditmaal was het generaal Tian Guansan die hem uitnodigde; het was nu 7 maart en de dalai lama deed de Chinese legerleiding de toezegging dat hij de voorstelling op 10 maart zou bijwonen.

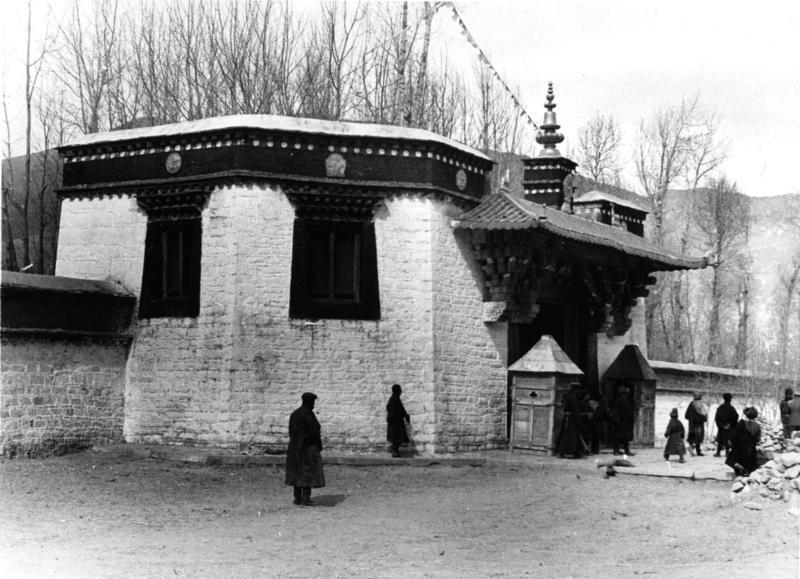
Norbulingka (1938), het zomerpaleis van de dalai lama en centrum van de protesten in 1959.

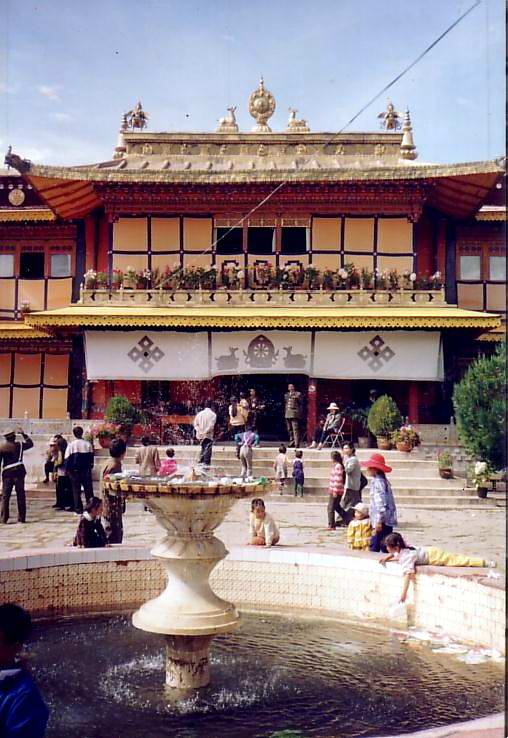
Norbulingka (1993).

Om verschillende redenen was het een opmerkelijke uitnodiging. Zo zou het evenement niet in het zomerpaleis Norbulingka plaatsvinden, maar in het Chinese militaire hoofdkwartier. De gast werd bovendien verzocht alleen te komen, zonder zijn gebruikelijke lijfwachten, en hierdoor was de uitnodiging al van meet af aan verdacht. Van Tibetaanse zijde werd dan ook gevreesd dat de militairen de dalai lama wilden ontvoeren. Overigens gaf de oud-minister en voorzitter van de TAR, Ngabo, later in de "Pers van de Chinese Wederopbouw" een andere versie van de voorvallen; volgens hem had de dalai lama het zelf zo geregeld. Er was, aldus Ngabo, in februari een Tibetaanse dansgroep uit China teruggekeerd van een studiereis, en Chinese officieren hadden de dalai lama tijdens losar (het Tibetaans nieuwjaar) gevraagd of ze in Norbulingka een dansvoorstelling mochten houden. De dalai lama zou geantwoord hebben dat het Norbulingkapaleis daar niet de faciliteiten voor had en dat het nieuw gebouwde legerhoofdkwartier beter geschikt was. In zijn autobiografie schrijft de dalai lama echter dat de uitnodiging hem niet vóór op 1 maart 1959 bereikte, dus ruim na nieuwjaar.
De uitnodiging week op nog meer punten af van de gebruikelijke etiquette. Zo zouden noch de Tibetaanse noch de Chinese functionarissen voorbereidingen treffen, en ook werd de Kashag niet op de hoogte gesteld. Toen op 9 maart het plan voor het bezoek werd bekendgemaakt, waren hoge functionarissen als Ngabo, maar ook de depon Püntsog Tashi Tagla, die met de oudste zuster van de dalai lama was getrouwd, nog niet op de hoogte.

### Barshi
De verspreiding van het al dan niet juiste beeld dat de dalai lama zou worden ontvoerd, is in grote mate terug te voeren op de acties die een kleine groep regeringsfunctionarissen nam, onder wie Barshi een vooraanstaande rol innam. Nadat hij hoorde van de uitnodiging dacht terug aan de uitspraak van het orakel. Zijn conclusie was snel en duidelijk: Nu is alles voorbij. Hij ging onmiddellijk tot actie over.
Hij bracht vele hooggeplaatste Lhasanen op de hoogte; daarnaast waarschuwde hij monniken uit de grote kloosters en riep hen op om op 10 maart naar Norbulingka te komen. In elk van de kloosters (zoals Sera en Drepung) verbleven vele duizenden monniken. Zonder er bevoegdheid voor te hebben deed hij dit in een brief die hij van het officiële zegel van de Yigtsang had voorzien. De Yigtsang was het hoogste boeddhistische ambt van Tibet, en het zegel verleende de brief zoveel gezag dat niemand de oproep naast zich neer zou durven leggen. Van Chinese kant werd eveneens op de dag voor het evenement begonnen hooggeplaatste geestelijken uit te nodigen.
Het nieuws dat de dalai lama was uitgenodigd naar het Chinese hoofdkwartier te komen, zorgde voor grote onrust toen het zich door Lhasa verspreidde. Onafhankelijke radiostations en kranten waren er niet; telefoonverkeer was alleen mogelijk tussen enkele grote instituten en kloosters, waaronder ook Norbulingka. Toch werd de communicatie energiek ter hand genomen: Twee jonge functionarissen hadden zich opgeworpen om de gevreesde ontvoering van de dalai lama te voorkomen, Barshi per fiets en Yeshi Lhündrup te paard. Beiden namen verschillende delen van de stad voor hun rekening. Het was nu 10 maart, en bijna heel Lhasa was op de hoogte van het geplande bezoek van de dalai lama aan het Chinese legerkwartier. Er ontstond een algemeen gedeelde angst dat er een ramp stond te gebeuren. Vanaf 10 maart ontstonden er protesten en deze namen met de dag in hevigheid toe. Daarbij kwam dat er inmiddels grote aantallen monniken de stad hadden bereikt, mede om het Grote Gebedsfestival te vieren.

### Onrust
Doordat er Khampa's in Lhasa aanwezig waren, zwol de onrust nog aan. De toegestroomde Tibetanen verhaalden van de Chinese hervormingen en van genadeloze onderdrukking in de oostelijke provincies Kham en Amdo, en steeds meer Lhasanen verloren het vertrouwen in de beloftes die de Chinezen aan hen hadden gedaan.
In de ochtend van 10 maart stroomden drommen mensen naar het Norbulingkapaleis. Ondertussen wezen meerdere functionarissen en hooggeplaatste lama's de dalai lama op de gevaren van het geplande bezoek, maar volgens Phala zag de dalai lama die niet en wilde hij het bezoek toch door laten gaan; voor de jongere functionarissen die in het paleis aanwezig waren, een beangstigend vooruitzicht.
Inmiddels hadden zich die 10e maart steeds meer mensen rond Norbulingka verzameld om te demonstreren tegen het bezoek. Het gonsde van de geruchten: De dalai lama zou, aldus sommigen, die nacht door de Chinezen zijn afgezet; anderen vertelden dat de Chinezen het paleis 's nachts zouden hebben aangevallen en nog weer andere geruchten wilden dat de Chinezen de dalai lama die nacht zelfs hadden ontvoerd. De Chinese functionarissen en Tibetaanse politici in het militaire hoofdkwartier waren zich van de ernst van de situatie niet bewust. Minister Ngabo zat die dag een vergadering van het Voorbereidingscomité van de TAR voor, bijgewoond door vrijwel alle leden van de Kashag. Er stond een rij schoolkinderen met welkomskhata's en bloemen te wachten en er werden gasten verwelkomd uit alle lagen van de Tibetaanse regering en de adel.
Zelf keurde de dalai lama de protesten af en hij verlangde van de regeringsfunctionarissen dat ze er een eind aan zouden maken. Zo wilde hij een confrontatie met de Chinese militairen voorkomen; maar hij slaagde er niet in de functionarissen te overreden, en vanaf die dag vormde een lange rij mensen een cordon rond het zomerpaleis.

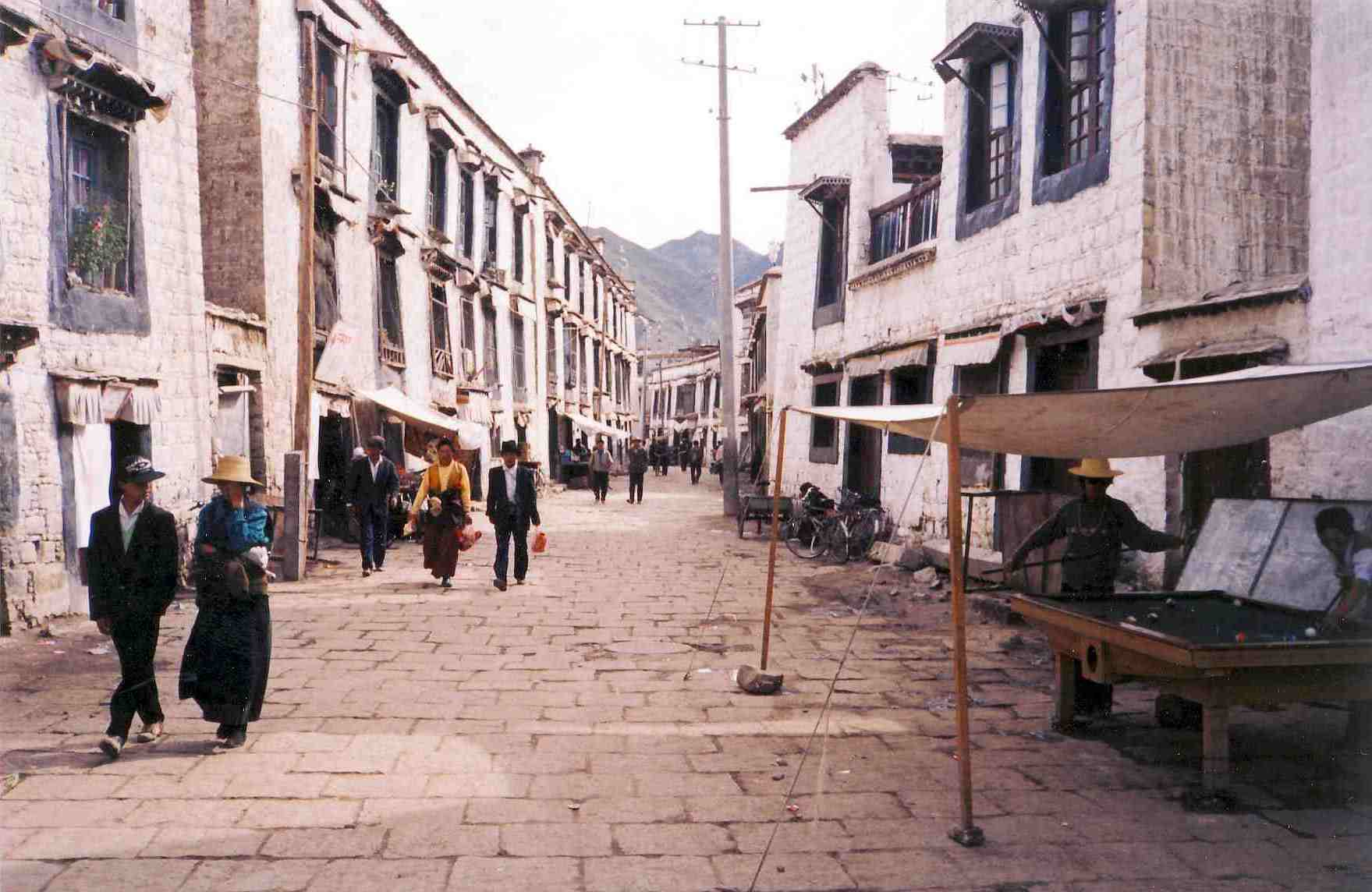
Barkhorstraat (1993).

De rebellen in de stad noemden zich het "Bevrijdingsfront voor Tibet". De Khampa's richtten hun woede vooral tegen de ministers van de dalai lama, verklaarden zijn kabinet ontbonden en plaatsten vier ministers onder huisarrest. Ngabo wist te ontkomen en vond zijn toevlucht bij de Chinese militairen; minister Samdrup Phodrang overleefde zijn vlucht ternauwernood toen zijn jeep door de betogers ondersteboven werd gekeerd. Minister Pagbala Sönam Gyatso trof een ongelukkiger lot; die ochtend was hij in een traditioneel habijt gekleed, maar toen hij later terugkwam, had hij zich omgekleed. Nu droeg hij een wit masker en een wit shirt, zoals ook Chinezen deden om zich tegen stof te beschermen. De demonstrerende massa ontstak in woede om deze Chinese dracht; de betogers vielen hem aan, doodden hem en sleepten zijn lijk de gehele Barkhorstraat door.
De Kashag had als regeringsorgaan sterk aan kracht ingeboet. Hij kon de Chinese autoriteiten er niet van overtuigen dat hij aan de opstand part noch deel had, terwijl de massa in feite niet langer bereid was naar haar ministers te luisteren. Ook waren er steeds meer regeringsfunctionarissen die de betogers openlijk steunden, in de overtuiging dat alleen zó de macht van de dalai lama kon worden hersteld. De protesten richtten zich niet alleen tegen de Chinese militairen, maar ook tegen de adel, die men beschuldigde van verraad aan de dalai lama. Bij het paleis raakten de gemoederen verder verhit en liepen de demonstraties uit op een volksopstand.

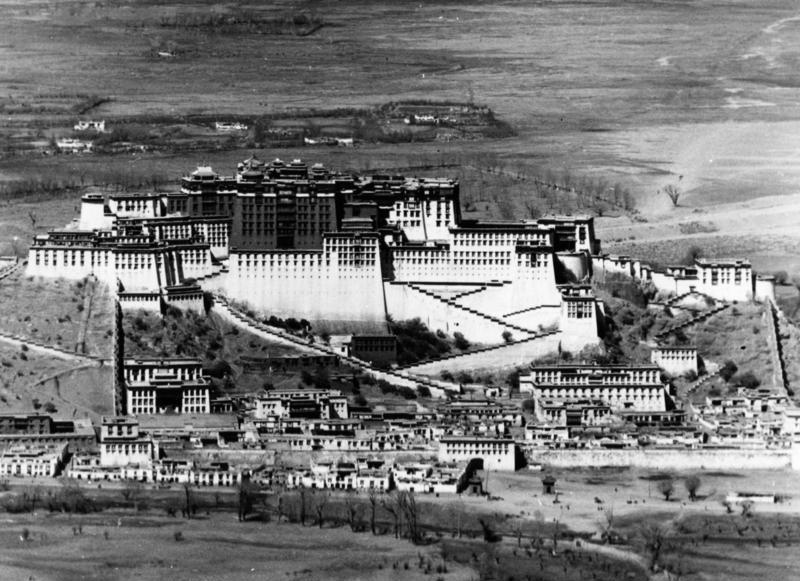
Potala, het winterpaleis van de dalai lama.

### Opstand
Steeds meer mensen raakten betrokken bij de protesten, mannen maar ook steeds meer vrouwen. Her en der in de stad werden bijeenkomsten georganiseerd. De protesten namen allengs de vorm aan van ongeregeldheden en mondden ten slotte uit in een opstand.
Op 12 maart vaardigde de Kashag een bekendmaking uit, bestemd voor de regeringsfunctionarissen die het oproer hadden ondersteund: Norbulingka mocht niet langer dienen als centrum van het oproer en verdere vergaderingen in het zomerpaleis waren verboden. De acties, zo waarschuwde de Kashag, brachten de dalai lama in gevaar.
De volgende vergadering werd daarop gehouden in Shöl, een dorp aan de voet van het Potalapaleis. Deze eerste vergadering werd bijgewoond door ongeveer vijftig functionarissen, en zij betuigden zich er voorstander van, de opstand voort te zetten. Ook zond men bericht aan de verschillende kloosters en de skyid sdyg (hulporganisaties) met het verzoek vertegenwoordigers te zenden. De volgende dag kwamen er in Shöl duizenden mensen opdagen, waarmee dit waarschijnlijk de grootste demonstratie van de dagen van opstand is geweest. De ene spreker na de andere veroordeelde de Chinese aanwezigheid en eiste het herstel van de Tibetaanse onafhankelijkheid. Van het 17 puntenakkoord werd afstand genomen; dit verdrag vond men een verraad van "de Chinezen", omdat daarmee het gezag van de dalai lama was ondermijnd.

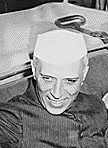
Jawaharlal Nehru, president van India.

De verklaring werd uitgebracht uit naam van de Volksvergadering (Momang Tsongdu), maar een officiële status had die vergadering niet, en ook ontbrak de officiële steun van Kashag-leden of andere invloedrijke persoon; zij wilden hun naam niet verbinden met de demonstranten. Daarentegen spraken vele vooral jonge regeringsfunctionarissen en de drie belangrijke kloosterorganisaties Sera, Drepung en Ganden, de volgende dagen hun steun uit voor de uitspraken die in de vergadering werden gedaan.
Op 13 maart organiseerden de opstandelingen speciale vrouwendemonstraties. Het plan was dat leidende vrouwen de demonstraties deze dag zouden aanvoeren, maar de officiële vrouwenorganisatie, waarin de zus van de dalai lama en vooraanstaande aristocratische vrouwen zitting hadden, ondersteunden de demonstratie niet. De menigte trok naar de enige twee buitenlandse gezantschappen in de stad, die van India en van Nepal. De Indiase president Jawaharlal Nehru had op dit moment al instructies afgegeven, zich niet te mengen in het conflict.
Tegen deze achtergrond leefden honderden Tibetanen in Kalimpong, net over de grens in India, mee met de gebeurtenissen in Lhasa. Ze stuurden herhaaldelijk telegrammen naar Nehru, om in te grijpen in de situatie in Tibet. Een jaar eerder, in 1958 had hij nog een reis naar Tibet afgezegd, omdat de Chinese autoriteiten hadden gemeld niet te kunnen instaan voor zijn veiligheid. Ook werd hij later bezocht een afvaardiging Tibetanen die in Noord-India leefden, onder aanvoering van minister Lukhangwa. De regering in Lhasa vroeg via het Indiase gezantschap om een interventie.
Inmiddels was de positie van Ngabo bijzonder geworden. Hij werd door het publiek beschouwd als collaborateur met de Chinezen, maar onder de adel was hij redelijk populair gebleven. Doordat zijn huis werd beschermd door het Volksbevrijdingsleger, kon hij bovendien ongehinderd het Norbulingkapaleis bereiken, en zo had hij vrij toegang tot de dalai lama en tot de Chinese legerleiding. Ngabo beschikte hierdoor als enige vooraanstaande politicus over de mogelijkheid een bemiddelende rol op zich te nemen tussen de Chinese legerleiding en de dalai lama.

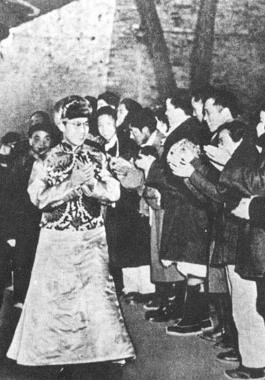
Veertiende dalai lama, 19 jaar (1954).

### Briefwisseling tussen generaal Tian en de dalai lama
Verspreid over Tibet trokken rebellen rond, en de toestand in de hoofdstad was explosief geworden. De dalai lama was ontsteld door het oproer, dat hij als zelfmoord bestempelde, en hij beschreef de situatie later alsof hij tussen twee vulkanen in stond die op uitbarsten stonden.
In deze situatie kwam een briefwisseling tot stand die later bron is geworden van speculatie en propaganda; een briefwisseling waarvan bijna geen enkel lid van de Kashag op de hoogte bleek. De Chinese autoriteiten begrepen dat de dalai lama de enige persoon was die nog invloed zou kunnen uitoefenen op de mensenmassa, en generaal Tian Guansan schreef de dalai lama een brief waarin hij hem afried naar de theateruitvoering te komen. De dalai lama antwoordde op 11 maart: Hij had de uitvoering graag bijgewoond, maar was daarvan weerhouden door reactionaire elementen in het paleis. Tian antwoordde (via Ngabo) dat hij maatregelen nam om de situatie te kalmeren; de dalai lama schreef weer dat hij het oproer afwees maar dat de functionarissen die in Norbulingka het gezag uitoefenden, zijn adviezen in de wind sloegen. Op 16 maart, een dag voor de vlucht, schreef de dalai lama zijn derde en laatste brief aan Tian, en de inhoud heeft later voor ophef gezorgd. "Ik zal in het geheim naar het militaire commandogebied komen", schreef hij, om eraan toe te voegen dat hij enkele functionarissen zou kunnen bewerken, met het doel dit bezoek mogelijk te maken.
Achteraf, in reactie hierop schreef de dalai lama in 1962 dat hij de brieven van de Chinese generaals inderdaad steeds heeft beantwoord, maar het uitsluitend zijn bedoeling was de oplopende spanning te verminderen:
Ik antwoordde op alle brieven om tijd te winnen - tijd om de boosheid aan beide kanten te laten bekoelen en tijd om de gematigde instelling van het Lhasaanse volk te benadrukken. (...) Mijn belangrijkste morele taak was op dat moment een totaal rampzalige botsing tussen mijn onbewapende volk en het Chinese leger te voorkomen.— Veertiende dalai lama, Tenzin Gyatso (1959, uit: autobiografie van 1962)
De briefwisseling tussen Tian en de dalai lama is later afgedrukt in de Chinese staatskrant Xinhua. Er moest uit blijken dat de dalai lama niet was afgezet door de Chinese autoriteiten, maar door Tibetaanse reactionairen.
Barshi heeft een eigen visie op de rol van de dalai lama: De functionarissen om hem heen waren van mening dat de religieuze leider het geweld wel moest afwijzen. Daarnaast zou hij niet anders hebben gekund uit angst voor de Chinezen.

## Vlucht van de dalai lama
Ondertussen had de dalai lama het staatsorakel opgeroepen hem te adviseren of hij in Lhasa kon blijven of niet. Het orakel, dat zichzelf bij dergelijke consulten in een staat van trance brengt, gaf een bevestigend antwoord. Volgens CIA-bronnen was dit niet het antwoord waar hij op had zitten wachten en hij wendde zich opnieuw tot een vorm van waarzeggerij, door een dobbelsteen te werpen. Ook ditmaal nog zag hij hierin de raad in Lhasa te blijven.
Ook de Kashag was tot het inzicht gekomen dat de situatie in Lhasa steeds minder houdbaar werd, zolang de dalai lama zich nog in Lhasa bevond. Ze was de mening toegedaan dat ze niet meer in staat was Norbulingka te behouden tegen de menigte. Door de dalai lama buiten de stad te brengen hoopten de ministers de nodige druk van de ketel te halen. Phala kreeg kreeg de opdracht dit te organiseren. Als motto werd hierbij het Tibetaanse spreekwoord gehanteerd: het ei weggrissen zonder de hen de schrik aan te jagen.
Phala werd geassisteerd door Tagla. Oorspronkelijk had hij de bedoeling een veilig gebied te zoeken waardoor er een bufferzone ontstond. Hierdoor kon de Kashag met de Chinezen onderhandelen, zonder dat er het risico was dat de dalai lama in handen van de Chinezen zou vallen. Rebellenleider Tahsi Gompo zette de route uit en organiseerde Khampa-strijders om de dalai lama te begeleiden.
Op 17 maart vroeg de dalai lama het orakel opnieuw om advies. Ditmaal, bij de derde trancesessie van het orakel, wijzigde het orakel zijn mening en adviseerde hij: "Vertrek vanavond." De dobbelsteen gaf ditmaal eveneens dit gewijzigde advies en in die avond en nacht vluchtte de dalai lama met hulp van Khampa-strijders naar India. Na de tranchesessie zou het orakel dood zijn neergevallen.

Dotoe-vaandel van de Chushi Gangdruk.

Bij het vallen van de nacht vertrok de dalai lama vermomd op een wit paard. Zijn moeder, jongere broer en jongere zus reisden met hem mee, net als een gezelschap leermeesters, adviseurs en enkele ministers. Ook had hij een koerier naar Yarlung in Lhokha (Shannan) gestuurd met een notitie voor de NVDA om een ontvangstcomité voor te bereiden. Hoewel dit bericht nog in Yarlung moest aankomen, had Phala wel al een kleine groep aan Khampa's opgeroepen om aan de overkant van de rivier Kyichu te wachten. Nadat het gezelschap de rivier was overgetrokken, werden ze verder begeleid door strijders van de Chushi Gangdruk.
Kort voor de vlucht had hofmaarschalk Phala een bericht gezonden naar de Indiase consul-generaal waarin hij de mogelijkheid van ballingschap aan de orde had gesteld. De Amerikanen hadden een deel in acceptatie van de Indiase regering voor de vestiging van de dalai lama in het land. President Dwight D. Eisenhower bood de Indiase regering in ruil 400 studiebeurzen voor Indiase ingenieurs, voor een opleiding in kernfysica in de VS. In verband hiermee kreeg kreeg de eerste atoombom van India in 1974 hierom de naam Smiling Buddha (Glimlachende Boeddha).

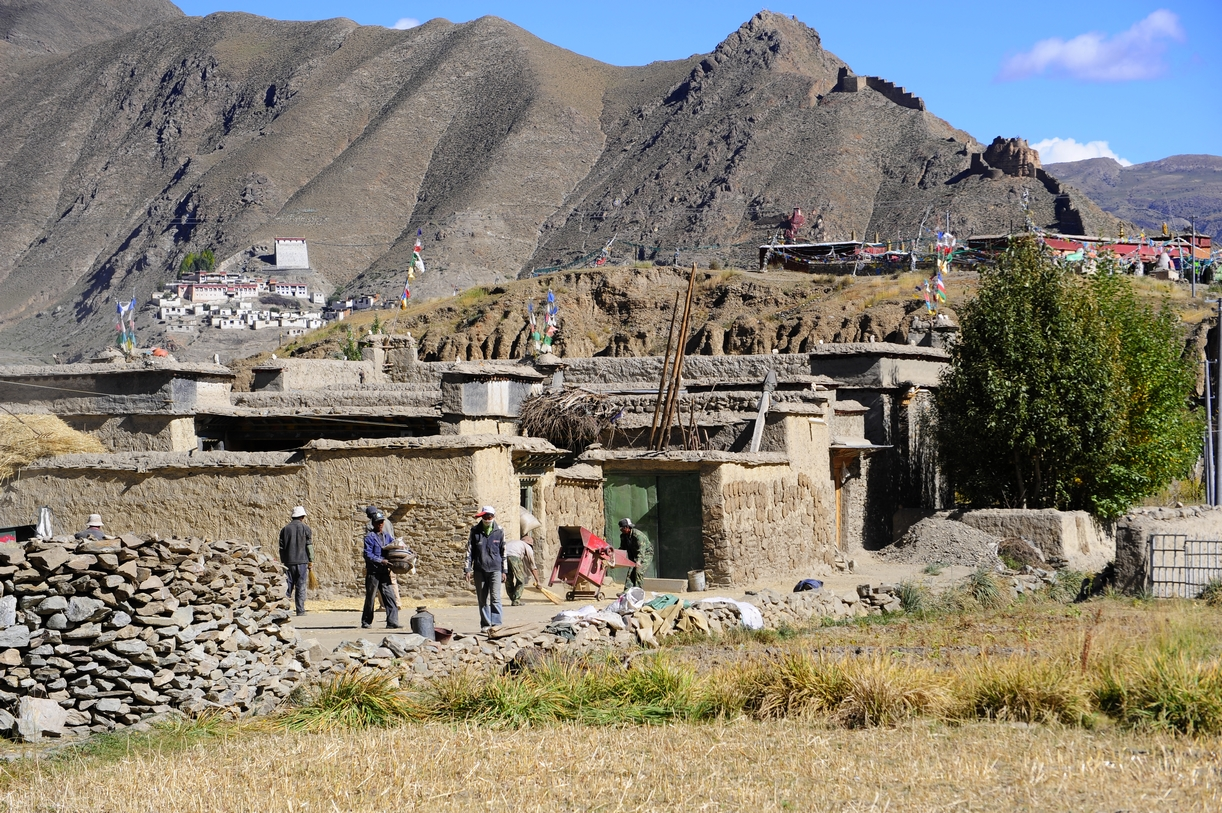
Tibetaanse koningenvallei, Chonggye.

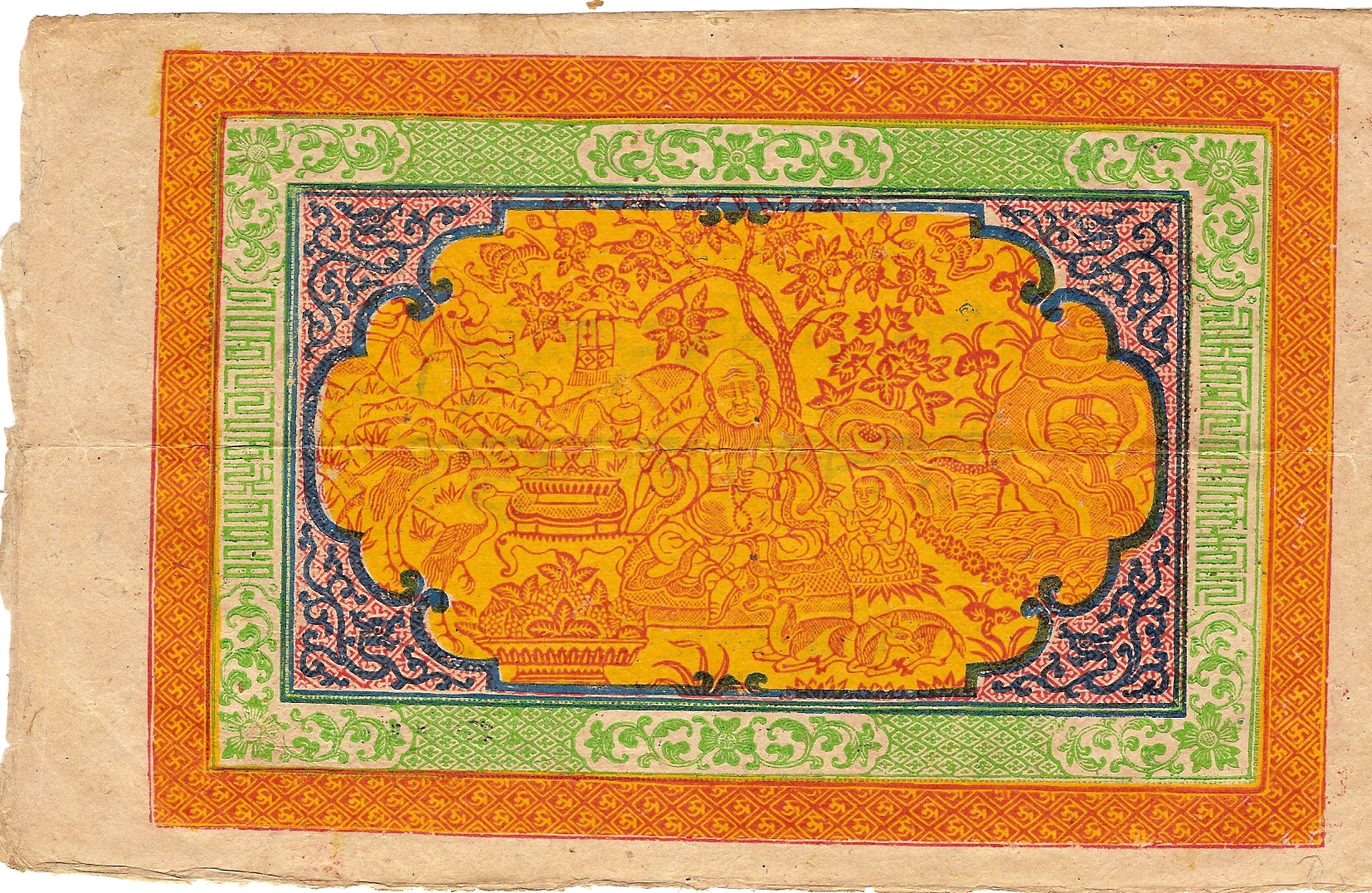
Tibetaans geld (1938).

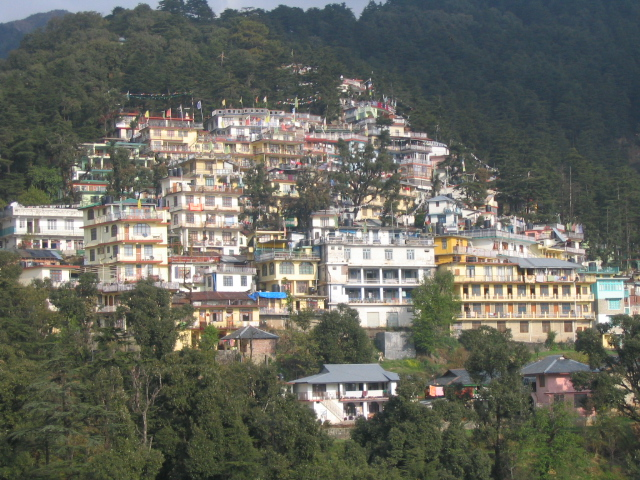
McLeod Ganj, India.

Een groot deel van de week sinds de vlucht was de verblijfplaats van de dalai lama een groot mysterie voor de buitenwereld. Het bericht van Phala bereikte de CIA-agenten pas zes dagen na de vlucht. Op 25 maart kwam de dalai lama aan in Chonggye, vanaf waar de CIA-agenten de reis van de dalai lama begeleidden. Vlak voor de oversteek van de grens naar India werd door het gezelschap een vliegtuig waargenomen. Hier bleek het te gaan om een Lockheed C-130 Hercules die was omgebouwd voor het vliegen op grote hoogte en diende ter bevoorrading van en radiocontact met de Khampastrijders.
Het was in eerste instantie de intentie van de dalai lama om een tijdelijke regering op te zetten in de dzong van Lhuntse. De Amerikanen waren eveneens een groot voorstander van de vestiging van een tijdelijke regering in Tibet zelf, omdat het legitimiteit aan hun boycotacties zou geven. Een dag na aankomst in de dzong kwamen echter enkele regeringsfunctionarissen uit Lhasa nagereisd. Zij berichtten dat Lhasa was gevallen en dat zowel het Potala- als Norbulingkapaleis geheel was verwoest. Daarbij zouden troepen van het Volksbevrijdingsleger inmiddels op weg zijn naar Lhuntse. Later bleken deze geruchten onjuist te zijn. Dat niet wetende, ontstond er paniek. Het Chinese leger werd te sterk geacht in een rechtstreekse confrontatie met de Khampa-strijders en het werd de dalai lama duidelijk dat hij niet in de dzong van Lhuntse kon blijven.
De dalai lama had tijdens zijn reis een tas met Tibetaans papiergeld meegenomen. Door de Chinese machtsovername bleek dit niets meer waard te zijn. Uit het fonds van de CIA-agenten kreeg de dalai lama 200.000 Indiase roepies , zodat hij en zijn gevolg geldige financiële middelen hadden bij aankomst in India.
De dalai lama reisde door via Tezpur naar een oude bungalow in Mussoorie, waar hij een jaar verbleef. Kort na aankomst in India hield de dalai lama een persconferentie waarin hij het 17 punten-programma verwierp. In 1960 trok hij naar de hill station McLeod Ganj bij Dharamsala waar hij sindsdien woont.

### Escalatie en Chinese militaire interventie
Tegen deze achtergrond had Liushar Thubten Tharpa, lid van de Kashag voor buitenlandse zaken, al vanaf de derde dag van de opstand wapens uitgedeeld aan de bevolking. Het beperkte aantal wapens in combinatie met de grote toestroom van Khampa-strijders uit de oostelijke gebieden en tienduizenden monniken uit omringende kloosters zorgde er echter voor dat het overgrote deel van de betogers onbewapend bleef. Het Tibetaanse leger bestond in deze tijd uit 1500 troepen. Na dagen van protest was er een situatie ontstaan die uiteindelijk escaleerde.

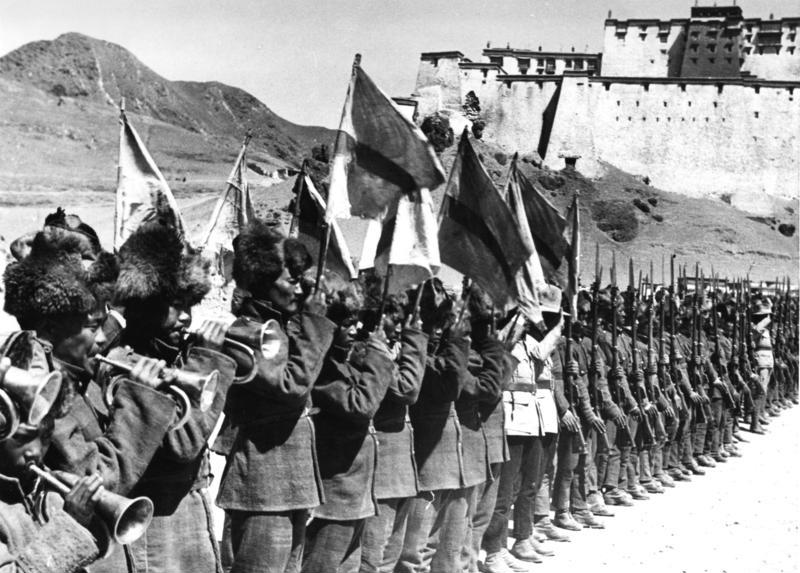
Troepenparade (1938) van het Tibetaans leger in Shigatse.

De escalatie ontstond toen er een dag na het vertrek van de dalai lama een grootschalige oproer uitbrak in Lhasa. Het Tibetaanse leger stond vanaf dit moment de betogers bij. Het leger probeerde strategische punten in de stad in te nemen. Op 19 maart waren er open conflicten met het Volksbevrijdingsleger en op 20 maart vuurde het Chinese leger bommen af op het Norbulingkapaleis, dat hierdoor aan de buitenkant sterk werd beschadigd. Binnen enkele dagen had het Chinese leger de stad heroverd en waren de opstandelingen de stad uitgejaagd.
Huizen van invloedrijke Tibetaanse functionarissen, zoals Lhalu Tsewang Dorje werden een mikpunt van het leger en de bezitters werden meegenomen voor verhoor. In de stad lagen er duizenden lijken verspreid, waarvan een deel na een week nog niet was opgeruimd. Het werkelijke aantal doden is onbekend en schattingen variëren van 1.500 (Tsering Shakya) en 5.300 (een Chinese postbeambte in Lhasa) tot 10.000 (Gyalo). Volgens Tom Grunfeld, een China-georiënteerd schrijver, werden in totaal 10.000 betogers opgepakt en naar een werkkamp gebracht voor een hydro-elektrisch project in Naqên.
Voor een andere bevolkingsgroep in Lhasa, de islamitische kache, was er een hachelijke situatie ontstaan. Ze hadden niettemin op de opstand geanticipeerd door voordat de ongeregeldheden begonnen hun huizen te verlaten en beschutting te zoeken in het Chinese militaire kwartier. Tijdens de gewelddadige opstand die vervolgens uitbrak namen veel islamitische jongeren de wapens op en streden aan de kant van de Chinese militairen. Tijdens de opstand namen enkele Tibetanen wraak op de moslims en brandden de Moskee Wobaling in Lhasa plat. Voor hun steun werden de kache later beloond door de Chinese autoriteiten in Lhasa, met de benoeming tot functionaris op verschillende posten. Deze posten waren niet alleen voor jongere en goed opgeleide kache weggelegd, maar ook oudere en niet-opgeleide kache kregen posten toegewezen. De steun was echter tijdelijk van aard. Later, vooral tijdens de Culturele Revolutie hadden religieuze moslims net als de boeddhistische monniken in Tibet sterk te lijden onder de restricties van de vrijheid van godsdienst.
De snelheid waarmee het Chinese leger de stad weer onder controle kreeg, wordt ook gezien als indicatie dat het leger eerst de communicatie tussen generaal Tian en de dalai lama wilde afwachten. De dalai lama was de enige die in staat werd geacht de bevolking tot bedaren te krijgen. Toen bleek dat hij zich niet meer in Lhasa bevond, zou ook de reden voor de Chinese militairen zijn verdwenen om nog langer af te wachten op een oplossing die zonder ingrijpen bereikt kon worden.
De revolte duurde uiteindelijk tot en met 22 maart. Toen de dalai lama op 30 maart de grens met India overtrok, was de strijd in Lhasa gestreden en hing de Chinese rode vlag inmiddels in de top van het Potalapaleis. De vlucht had tot gevolg dat het verzet in Tibet ineenzakte. In de maanden april en mei trokken ongeveer 7000 Tibetanen eveneens naar India. Veel van de Khampa-strijders zagen na de vlucht van de spiritueel leider uit Tibet geen reden meer verder te strijden en gaven de strijd op.
In antwoord op de opstand wezen de Chinese leiders achttien mensen aan als brein achter de opstand en onthieven hen uit hun functie in de Voorbereidingscommissie van de TAR. Hieronder bevonden zich ook Thubten Woyden Phala, Liushar Thubten Tharpa, Surkhang Wangchen Gelek en Shasur Gyurmed Dorje die met de dalai lama mee in ballingschap waren gereisd.

## Gevolgen

### Instorting van de strijd van de Khampa's
Nu de dalai lama Tibet uit was gevlucht hadden veel Tibetaanse strijders de moed opgegeven en gaven de strijd op. Het Chinese leger heroverde de gebieden die onder controle waren geweest van de Khampa's. Aan het eind van april was de moraal van de guerrillastrijders sterk gedaald en werden de Khampa-strijders tegen de Indiase grens aan gedreven. Op 28 april trok ook Gonpo Tashi Andrugtsang de grens over naar India.
Nog in kleine formaties bleven er strijders in Tibet verzet bieden. Vanuit het koninkrijk Mustang in Nepal bleven de Amerikanen guerrillastrijders ondersteunen met wapens en opleiding. In 1972 werd deze steun uiteindelijk stopgezet, naar aanleiding van een bezoek dat president Richard Nixon aan Peking bracht.

### Vestiging communisme en teruggang boeddhisme
Nu de traditionele politieke elite het gezag niet meer uitoefende over Tibet, hadden de Chinese autoriteiten de vrijheid de communistische hervormingen toonaangevend door te zetten. Ook reisden veel leidende tulku's de dalai lama achterna, waardoor de belangrijkste verdedigers van het boeddhisme de Tibetaanse gebieden hadden verlaten. Er begon een periode van decennialang waarin de beoefening van het boeddhisme aanzienlijk terugliep.
Na het vertrek van de dalai lama, werd het voorzitterschap van het Voorbereidingscomité van de TAR overgedragen aan de tiende pänchen lama, Lobsang Trinley Chökyi Gyaltsen. Nadat hij in mei 1962 door Tibet had gereisd, bood hij premier Zhou Enlai een omvangrijke petitie aan met kritiek over de situatie in Tibet. De reactie van Chinese zijde was aanvankelijk positief. In oktober 1964 noemde Mao het echter een vergiftigde pijl die naar de Partij was geschoten. De pänchen lama werd nog datzelfde jaar uit zijn functie gezet en in een heropvoedingsprogramma geplaatst. Ngabo volgde hem op als voorzitter van de TAR.
Een belangrijk element in de overgang van Tibetaans naar communistisch bestuur blijkt te liggen in de vertaling van het 17 puntenakkoord. Tibetanen gingen ervan uit dat er autonomie was beloofd, vertaald als rang-skyong ljongs dat letterlijk zelfbestuur betekent. Voor de Chinezen betekende autonomie echter dat de Tibetanen Peking accepteerden als de hoogste autoriteit. Het akkoord was goedgekeurd door de staatsraad en door Mao Zedong. Vanuit Chinees oogpunt was het hiermee goedgekeurd door het hoogste gezag en bijgevolg onomkeerbaar. Voor Tibetanen vertegenwoordigde de dalai lama niettemin het hoogste gezag terwijl de dalai lama zelf niet had getekend, waardoor het akkoord voor de Tibetanen nog herroepen kon worden.
Volgens de Tibetaanse opvatting ondermijnde het 17 puntenakkoord de macht van de dalai lama. De dalai lama wordt in deze opvatting gezien als de incarnatie van Chenrezig, de boeddha van compassie en patroonheilige van Tibet. Ondermijning van de macht van de dalai lama betekende voor de Tibetanen daarom tevens een ondermijning van het boeddhisme. De neergang van de autoriteit van de dalai lama was daarom complexer dan het gemiddeld het geval is bij een ondergang van een leider in een westerse context.

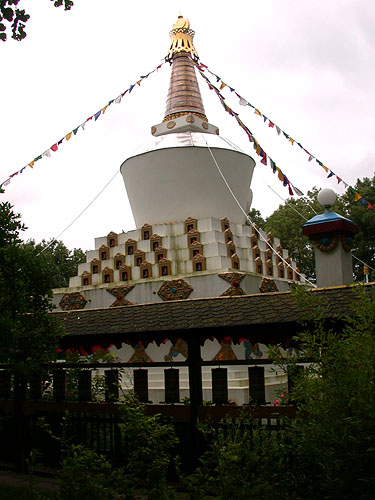
Stoepa Karma Deleg Chö Phel Ling in Hantum.

### Tibetaanse diaspora
In april en mei 1959 trokken meer dan 7000 Tibetanen de grens over en vroegen politiek asiel aan in India. De diaspora van Tibetanen en religieuze leiders leidde een verspreiding in van Tibetaanse boeddhisme over de wereld, waarbij ook de dalai lama zijn invloed niet beperkte tot de gelugorde alleen. Meerdere invloedrijke tulku's en lama's stichten in alle delen van de wereld Tibetaanse kloosters. Voorbeelden hiervan zijn Kalu Rinpoche, Ole Nydahl, Chögyam Trungpa en Khenchen Pälden Sherab.
In 1998 waren er volgens de planningsraad van de Tibetaanse regering in ballingschap 111.170 Tibetanen in ballingschap, waarvan het grootste deel in India (85.000). In ballingschap werden een ballingschapsregering gevormd net als allerlei Tibetaanse instituten.
Met de verspreiding van Tibetanen over de gehele wereld, werd ook het Tibetaans boeddhisme verspreid, met vestigingen in veel landen ter wereld. Zo werd in België het Tibetaans Instituut gevestigd met twee vestigingen in Brussel, één in Hoei en een vestiging in het Nederlandse Zeeuws-Vlaanderen. Verder bevindt zich in Nederland het Maitreya Instituut met vestigingen in Emst en in Amsterdam en is in het Noord-Friese Hantum het Tibetaanse klooster Karma Deleg Chö Phel Ling gevestigd.

### Internationale reacties
De vlucht van de dalai lama beroerde internationaal veel mensen en bij aankomst in Tezpur in India werd hij opgewacht door een schare buitenlandse bewonderaars, vrienden en journalisten als onder meer Heinrich Harrer, George Patterson en Noel Barber. Politiek gezien waren de reacties echter afwachtend en president Jawaharlal Nehru verbood de dalai lama - weliswaar vergeefs - politiek uit te oefenen vanaf Indiase bodem. Internationaal kreeg de dalai lama te weinig concrete bijval om zijn leiderschap over Tibet te herwinnen.

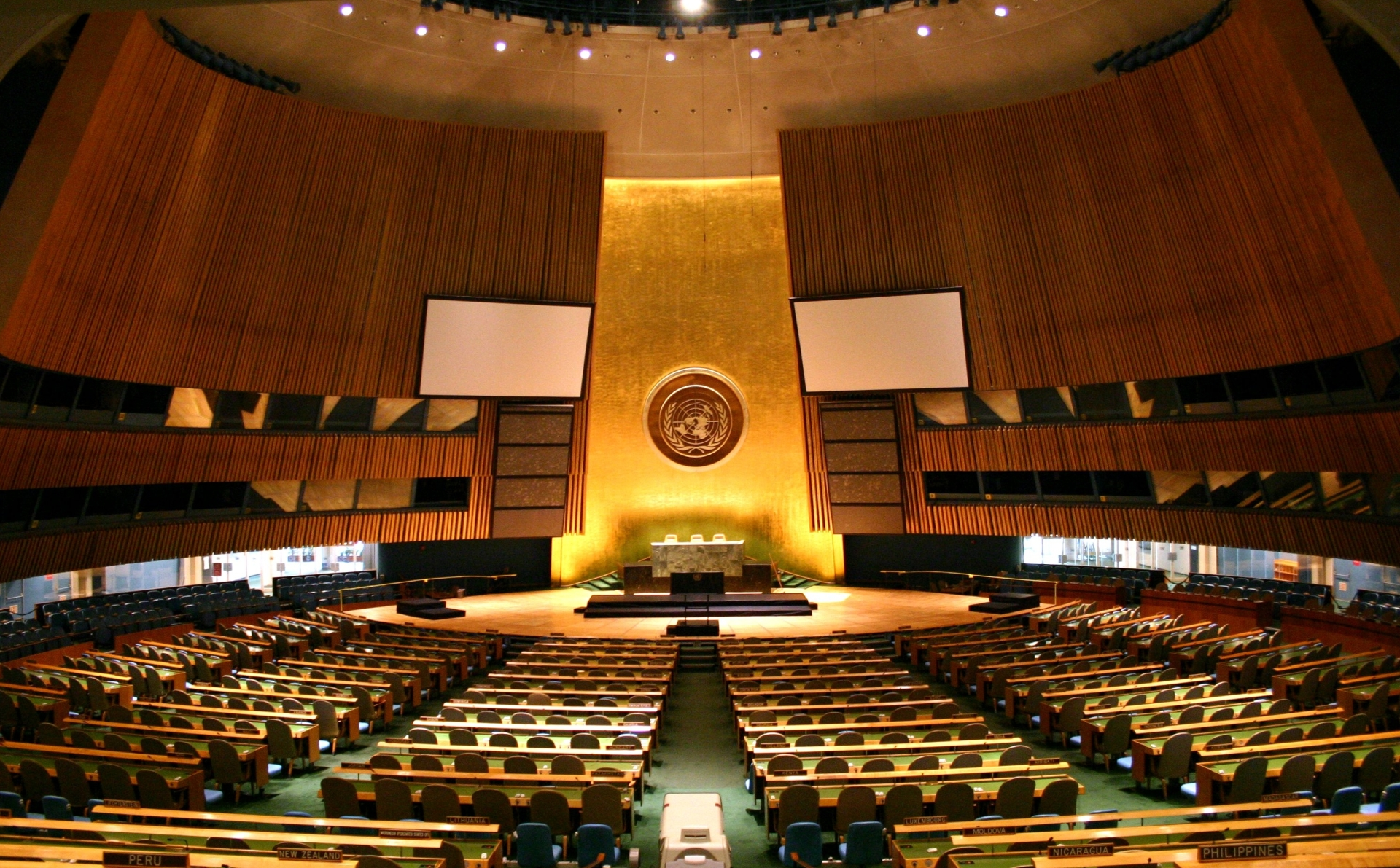
AV, Verenigde Naties.

De dalai lama vroeg VN-secretaris-generaal Dag Hammarskjöld een verzoek dat El Salvador in 1950 had gedaan nogmaals te overwegen. Hierna dienden Ierland en Malaya een resolutieontwerp in. De Algemene Vergadering van de Verenigde Naties nam op 21 oktober 1959 resolutie 1353 aan met 46 voorstemmen, 9 tegen en 26 onthoudingen, waaronder die van India. Deze resolutie herinnerde aan het respecteren van de mensenrechten en wees op de culturele en religieuze eigenheid van Tibet. Niettemin werd er geen woord besteed aan de Volksrepubliek China. In 1961 stemde de Algemene Vergadering nogmaals over de Tibet-kwestie met een meerderheid 56 stemmen voor resolutie 1723, met 11 tegen en waren er 29 onthoudingen. Na de dood van Nehru in 1964 koos de nieuwe Indiase premier, Lal Bahadur Shastri, voor een andere opstelling in de Tibet-kwestie en bij de Resolutie 2079 in 1965 stemde India ook voor. De stemverdeling was toen 43 voor, 26 tegen en 22 onthoudingen.